# 張之江
張 之江（ちょう しこう）は中華民国、中華人民共和国の軍人・政治家。北京政府、国民軍の軍人。馮玉祥配下の「五虎将」（他は鹿鍾麟・宋哲元・鄭金声・劉郁芬）の1人と目された人物である。字は紫岷。別号は姜子。

## 事跡

### 清末から護国戦争まで
幼い頃は学問に励んでいたが、1903年（光緒29年）、軍の募集に応じる。1907年（光緒33年）、新軍第1混成協騎兵営排長に昇進して新民府に駐屯した。この頃から反清・革命派の思想に共鳴し始める。1910年（宣統2年）、新軍第20鎮に異動すると馮玉祥と知り合い、さらに革命派への傾倒を強めた。同年12月の革命派の灤州起義に参加したが、失敗に終わり、張之江は第20鎮から逃亡した。
民国成立後、かつての第20鎮統制であった張紹曽が山西督軍となる。張之江はこれを頼って晋北東路司令部二等参謀に任命された。1914年（民国3年）11月、馮玉祥が陝西省で第16混成旅旅長に任命されると、張之江はこれに加わり、第2団団長に任命された。翌年5月に、馮玉祥率いる第16混成旅が四川省に入ると、張之江もこれに従った。
護国戦争（第三革命）が勃発すると、馮玉祥は、反袁世凱の内心から、護国軍と戦うことを望まなかった。そして張之江は馮玉祥の命を受けて護国軍第1総司令蔡鍔と面会し、交渉を取りまとめて全面衝突を回避した。護国戦争終結後、第16混成旅は河北省廊坊に移駐して、張之江は騎兵営営長に任命された。

### 国民軍の土台作り
その後、段祺瑞により馮玉祥が罷免され、その部下だった楊桂堂が第16混成旅の旅長に昇進する。1917年（民国6年）7月、張勲が復辟を行うと、張之江は同僚の鹿鍾麟らとともに、楊桂堂に張勲討伐を宣言するよう迫った。しかし楊桂堂は単身北京に向かい、張勲に服従した。このため、張之江らは馮玉祥を迎え入れて再び長に仰ぎ、張勲の弁子軍を撃破した。
1918年（民国7年）6月、馮玉祥が湘西鎮守使を兼任して湖南省常徳に駐屯すると、張之江は第2団団長に任命された。1921年（民国10年）5月、第16混成旅は、陝西督軍閻相文に随従して陝西省に入った。7月、第16混成旅は陸軍第11師に改編され、張之江は第22旅旅長に任命された。
1922年（民国11年）の第1次奉直戦争では、張之江は鄭州に派遣され、河南督軍趙倜の軍と戦い、これを撃破した。まもなく馮玉祥が後任の河南督軍に任命され、軍の拡大とともに張之江は第7混成旅旅長に任命された。この時、馮玉祥が士官の資質向上を目指して高級戦術研究会を設置すると、張之江は講武堂監察官として、中下級士官に戦術を教授した。

### 国民軍での奮闘

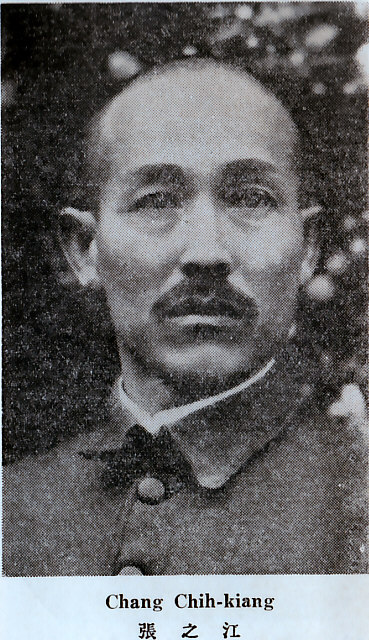
張之江別影（Who's Who in China 4th ed.,1931)

1924年（民国13年）9月に第2次奉直戦争が勃発すると、馮玉祥は第3軍総司令に任命され、張之江は第3軍第1路総司令に任命された。9月に古北口方面へ出撃して奉天派と戦う。10月、北京政変（首都革命）が起きた時には、張之江の軍は承徳にあり、馮玉祥の命を受けて呉佩孚の軍を追撃して破った。
馮玉祥が国民軍を成立させると、張之江は国民軍騎兵第1旅旅長に任命された。同年12月、張之江はチャハル（察哈爾）都統に任命され、その地の軍を国民軍に編入した。また、この時のチャハルの統治では、張之江は優れた内政手腕も発揮し、同地における各種産業の近代化に貢献している。
1925年（民国14年）12月8日、馮玉祥が李景林討伐の命を発すると、張之江を総司令として3個路の討伐隊が組まれ、鄧宝珊が任丘、徐永昌が大城県と馬廠鎮を攻略、李鳴鐘が王慶坨鎮、楊柳青鎮、韓家墅村攻略を任された。張之江も自ら3個旅を率いて楊村、北倉鎮と王慶坨鎮攻略を目指した。しかし李景林は日本やドイツの軍事顧問の指導で屈強な陣地を構築しており、張之江は10日～15日までの間に4000人もの犠牲者を出してしまう。16日、馮玉祥は張之江を更迭し、李鳴鐘を総司令に任じた。李鳴鐘は19日の積雪に乗じて、白い羊の皮を被った兵に爆竹や花火を鳴らさせ攪乱する奇策を行い楊村を陥落させ、数日後に天津も陥落させ、李景林を敗走せしめた。
1926年（民国15年）1月、馮玉祥が下野に追い込まれ、北方各派は国民軍に対する包囲を強める。この時、張之江が馮玉祥の後任として西北辺防督弁に任命される。さらに国民軍の全軍総司令となり、北方各派を迎え撃った。張之江に加え、前敵総司令・東路総司令を務めた鹿鍾麟、西路総司令を務めた宋哲元らの善戦もあったが、4月、張之江は北京を放棄して、南口に撤退した。その後も懸命に北方各軍を相手に抗戦したものの、8月、遂に張之江は南口も放棄して、綏遠方面へ退却した。
しかし敗北したとはいえ、張之江・鹿鍾麟・宋哲元らの奮闘は国民軍の保持に貢献した。また、中国国民党の北伐に対しても援護射撃となっている。そして9月15日に馮玉祥が帰国して五原誓師を行い、国民軍を国民聯軍に改組して国民党に加入すると、張之江は引き続き西北辺防督弁をつとめた。

### 北伐後、晩年
北伐終了後、張之江は国術研究館館長などをつとめた。しかし、軍事や政治の第一線からは遠ざかり、政治的立場でも馮玉祥・蔣介石の双方から距離をとった。中華人民共和国建国後も大陸に留まり、中国人民政治協商会議特別招待代表や中国国民党革命委員会中央委員などになった。
1966年5月12日、張之江は北京で病没した。享年85。

## 参考文献

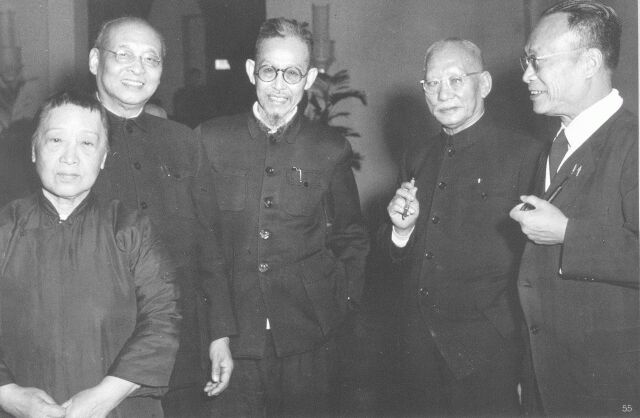
中華人民共和国成立後、中南海での歓談。左から康同璧、馮少山、張之江、竜雲、陳銘枢。